# Henrik Dettmann
Pour les articles homonymes, voir Dettmann.
Henrik Dettmann, né le 5 avril 1958 à Helsinki, en Finlande, est un entraîneur finlandais de basket-ball. Il est actuellement l'entraîneur de  l'équipe nationale de Finlande. Il a aussi entraîné  l'équipe nationale allemande de 1997 à 2004 et remporta avec elle la médaille de bronze au  Championnat du monde de 2002. Le 24 juin 2016, il est nommé entraîneur de la SIG Strasbourg, avant d'être mis à pied par le club dès le 27 octobre 2016, faute de résultats.

## Palmarès
- 3e du championnat du monde 2002